# Borsucznik
Borsucznik (Taxidea) – rodzaj ssaków z podrodziny Taxidiinae w obrębie rodziny łasicowatych (Mustelidae).

## Zasięg występowania
Rodzaj obejmuje jeden żyjący współcześnie gatunek występujący w Ameryce Północnej.

## Morfologia
Długość ciała (bez ogona) 42–72 cm, długość ogona 10–15,5 cm; masa ciała samic 6,3–7,1 kg, samców 7,6–8,7 kg.

## Systematyka
Rodzaj zdefiniował w 1839 roku angielski przyrodnik George Robert Waterhouse w artykule poświęconym czaszce i uzębieniu borsucznika opublikowanym na łamach Proceedings of the Zoological Society of London. Gatunkiem typowym jest (oznaczenie monotypowe) borsucznik amerykański (T. taxus).

### Etymologia
- Taxidea (Taxidia): rodzaj Taxus É. Geoffroy Saint-Hilaire & F. Cuvier, 1795 (borsuk); -οιδης -oidēs ‘przypominający’[9].
- Mamtaxideaus: modyfikacja zaproponowana przez meksykańskiego przyrodnika Alfonso Luisa Herrerę w 1899 roku polegająca na dodaniu do nazwy rodzaju przedrostka Mam- (od Mammalia)[10].

### Podział systematyczny
Do rodzaju należy jeden występujący współcześnie gatunek:
- Taxidea taxus (von Schreber, 1777) – borsucznik amerykański

Opisano również gatunek wymarły z fanerozoiku Ameryki Północnej:
- Taxidea mexicana Drescher, 1939